# Paniara
Paniara là một thị trấn thống kê (census town) của quận Haora thuộc bang Tây Bengal, Ấn Độ.

## Nhân khẩu
Theo điều tra dân số năm 2001 của Ấn Độ, Paniara có dân số 6708 người. Phái nam chiếm 51% tổng số dân và phái nữ chiếm 49%. Paniara có tỷ lệ 62% biết đọc biết viết, cao hơn tỷ lệ trung bình toàn quốc là 59,5%: tỷ lệ cho phái nam là 68%, và tỷ lệ cho phái nữ là 56%. Tại Paniara, 15% dân số nhỏ hơn 6 tuổi.